# Firefox Klar
Firefox Klar ist ein freier Webbrowser des Mozilla-Projekts für Nutzer von Mobilgeräten mit Android- oder iOS-Betriebssystem sowie ein Tracking-Blocker für den Safari-Browser. Während dieser in Deutschland, Österreich und der Schweiz als Firefox Klar bezeichnet wird, ist er international unter dem Namen Firefox Focus bekannt.

## Entwicklung
Die App wurde ursprünglich als reiner Inhaltsblocker für das Betriebssystem iOS entwickelt und 2015 herausgegeben. Der Ausbau zum eigenständigen Webbrowser folgte kurz darauf. Im Juni 2017 wurde die erste Version für Android veröffentlicht und im ersten Monat über eine Million Mal heruntergeladen. Die App ist heute in mindestens 27 Sprachen verfügbar. Seit Juli 2018 ist Firefox Klar auf dem Blackberry Key2 als Teil der Anwendung Locker vorinstalliert.

## Funktionalität
Der auf Schlichtheit und Privatsphäre ausgelegte Webbrowser kann auch im Hintergrund als Inhalts-Blocker für den Safari-Browser fungieren. Der Webbrowser blockiert Werbe- und Analyseverfolgung sowie potentiell unerwünschte Verfolgung durch soziale Netzwerke.
Bei Benutzung der App als Browser können auf Webseiten jederzeit alle geladenen Session-Daten mit einem Entfernen-Button gelöscht werden. Dadurch wird zudem die geöffnete Seite geschlossen und die mit einem Suchfeld ausgestattete Firefox-Klar-Startseite aufgerufen. Die dort verwendete Suchmaschine ist frei wählbar und kann per URL-Eingabe individualisiert werden.

Im Gegensatz zu Desktop-Firefox und Firefox Mobile ist das Blockieren von Werbe-Trackern standardmäßig aktiviert. 

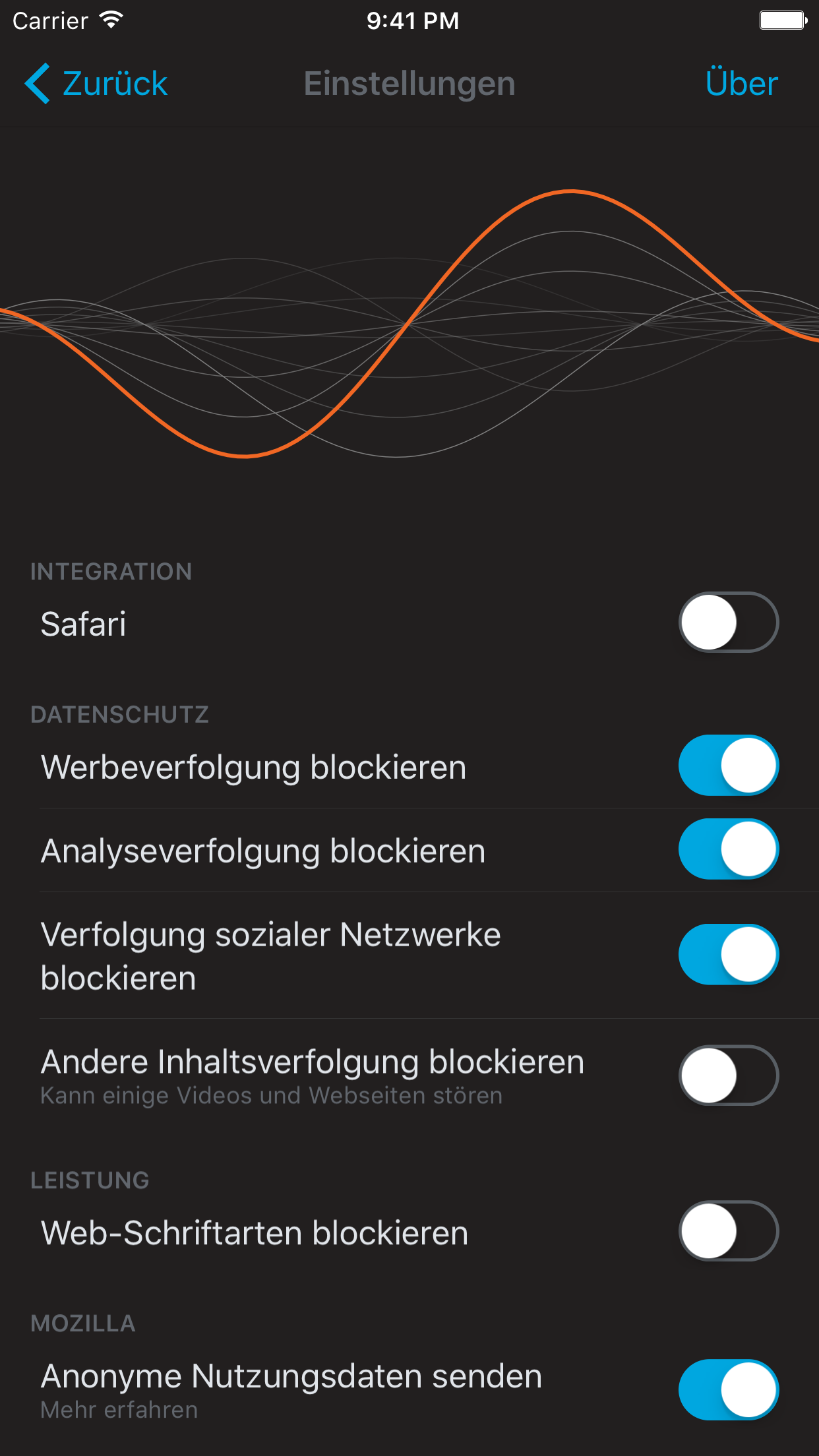
Firefox-Klar-Einstellungen

Durch das Blockieren von Werbeinhalten resultieren schnellere Ladezeiten beim Aufrufen von Webseiten. Zugleich reduziert sich der Verbrauch des mobilen Datenvolumens. Um Content-Blocker-Restriktionen seitens Apple zu umgehen, wird in Firefox Klar die UIWebView-API verwendet.
Lesezeichen können zum Startbildschirm der App hinzugefügt werden. Eine persönlich anpassbare Autovervollständigen-Funktion schlägt beim Tippen eines Buchstaben in die Adresszeile eine komplette URL vor, um das Aufrufen von Webseiten für den Benutzer bequem zu machen.
In Version 6 wurde der Browser um eine Seitensuche erweitert. Auch lässt sich nun die Desktop-Version einer Seite aufrufen, falls vorhanden. Beide Funktionen lassen sich aus dem Menü heraus aufrufen.

## Umbenennung
Am 25. Januar 2016 gab Mozilla im Presse-Blog bekannt, dass der Webbrowser Firefox Focus im deutschsprachigen Raum als Firefox Klar bezeichnet wird. Dies wird damit begründet, dass der Verlags- und Medienkonzern Burda, dem das Magazin Focus gehört, ein Partner von Mozilla ist.

## Systemvoraussetzungen

### Apple-Mobilgeräte
Das Herausfiltern von Werbung und Trackern ist rechenintensiv und deshalb nur auf 64-Bit-Geräten mit iOS 11.4 und höher möglich.

### Android-Mobilgeräte
Zur Verwendung der aktuellen Version von Firefox Klar ist die Android-Version 5.0 oder höher erforderlich.

## Rezension
Das Turn On Magazin schreibt in einem Artikel zu Firefox Klar: „[…] die Vorteile die Firefox Klar beim Schutz der Privatsphäre im Netz bietet liegen klar auf der Hand. […] Insgesamt funktioniert Firefox Klar tadellos und tut dem mobilen Surfvergnügen keinen Abbruch.“
Netzpolitik.org empfiehlt die Nutzung des Browsers in einem Artikel über digitale Selbstverteidigung.
Die Redaktion von Mobilsicher empfiehlt Firefox Klar als Zweit-Browser. Außerdem spricht sie sich für eine Integration von Firefox Klar in Safari aus und erläutert die Konfiguration.

## Kritik
Deutschlandfunk kritisierte Anfang 2017, dass Firefox Klar ohne Einwilligung des Nutzers Daten zu Produktentwicklung an Adjust versenden würde. Die Mozilla Foundation  äußerte in einem Statement, dass die Datenübermittlung in anonymisierter Form erfolgt und dem Bundesdatenschutzgesetz unterliegt. Zudem werde der Webseitenverlauf nicht erfasst. Heute muss die Funktion „Nutzungsdaten senden“ manuell aktiviert werden.